# Michael Neumeister
Michael Neumeister (* 6. Juni 1985 in Pensa, Sowjetunion) ist ein deutscher Volleyballspieler.

## Karriere
Der im sowjetischen Pensa geborene Neumeister wuchs in Schwerin auf und begann seine Volleyball-Karriere 1996 in der Nachwuchsmannschaft des heimischen Schweriner SC. 2001 setzte er seine sportliche Ausbildung beim VC Olympia Berlin fort. Von 1997 bis 2003 gewann er fünf Mal die deutsche Jugend-Meisterschaft. Mit der Junioren-Nationalmannschaft wurde er 2004 Dritter der Europameisterschaft. 2005 wechselte Michael Neumeister zum VC Leipzig und anschließend ging er zur SG Eltmann. Mit den Franken erreichte er 2008 ebenso das Pokalfinale wie ein Jahr später mit seinem neuen Verein TV Rottenburg. 2010 spielte er mit Rottenburg erstmals im Europapokal. Außerdem gehörte er zu den deutschen Mannschaften bei der Universiade 2009 und der Militär-Weltmeisterschaft 2011. Seit 2013 spielt Neumeister für die zweite Mannschaft des TV Rottenburg in der dritten Liga Süd.